# Ottavio Festa
Ottavio Festa (Naples, 1796 - Bari, 1854) est un compositeur et maître de chapelle napolitain.

## Biographie
Il a composé environ six cents œuvres, en grande partie de caractère sacré (messes, motets, hymnes, chants sacrés, antiennes, répons, une cantate, deux passions), instrumentale et solfèges. Il était maître de chapelle de la Basilique Saint-Nicolas de Bari.

## Œuvres
- Masse, credo et litanies « fatto appositamente per la Signora Maestra e le signore dilettanti del Venerabile Monastero di S. Benedetto, Acquaviva nel 1852 »[2]
- Vieni diletta sposa, motet à trois voix sur livret de Tommaso Ardilla « fatto nel 1837 e dedicato alle signore dilettanti e Maestra del Monastero di S. Benedetto di Acquaviva »
- Sepulto Domino, répons[2]
- Haec dies quam fecit Dominus, motet
- Benedictus, Christus e Miserere a tre Voci con l'accompagnamento d'Organo
- Miserere
- Inno per la Maddonna del Soccorso